# Рандал Коло Муани
Рандал Коло Муани (фр. Randal Kolo Muani, Бонди, 5. децембар 1998) је француски фудбалер који тренутно наступа за Јувентус на позајмици из Пари Сен Жермена. Игра на позицији нападача.

## Успеси
Нант
- Куп Француске (1) : 2021/22.[4]

Ајнтрахт Франкфурт
- Куп Немачке: (финале: 2022/23)[5]

 Пари Сен Жермен
- Прва лига Француске (1) : 2023/24.[6]
- Куп Француске  (1) : 2023/24.[7]
- Суперкуп Француске (2) : 2023,[8] 2024.[9]

 Француска
- Светско првенство:  2022.[10]

Појединачни
- Идеални тим Бундеслиге Немачке: 202/23.[11]
- Најбољи стрелац Купа Немачке: 2022/23.[12]
- ВДВ идеални тим Бундеслиге Немачке: 2022/23.[13]
- ВДВ дебитант сезоне Бундеслиге Немачке: 2022/23.[14]